# Paranoia (album)
Album Paranoia (rusky Паранойя, také známé jako rusky Стёкла и бетон, česky Sklo a beton) je druhé studiové album ruského písničkáře Nikolaje Noskova. Album bylo vydáno 1999.

## O albu
Píseň Paranoia (Паранойя) má erotickou tematiku, tato píseň dostala Zlatý gramofon. Píseň Primadonna (Примадонна) je coververze písně stejného jména Ally Pugačové a druhou mužskou verzí po verzi Valerije Meladzeho. Píseň Jak báječný svět (Как прекрасен мир) je zpívána s prvky trip-hopu.

## Seznam skladeb
1. Паранойя (Paranoia)
2. Стёкла и Бетон (Skla a beton)
3. Я Тебя Прошу (Prosím tě)
4. Белая Ночь (Bílá noc)
5. Снег (Sníh)
6. Узнать Тебя (Poznat tě)
7. Примадонна (Primadona)
8. Счастливей Сна (Dobrou noc)
9. Я - Твой DJ (Jsem tvůj DJ)
10. Как Прекрасен Мир (Jak krásný svět)

## Obsazení
- Vjačeslav Molčanov – baskytara